# Greg Abbott
Gregory Wayne Abbott (ur. 13 listopada 1957 w Wichita Falls) – amerykański prawnik i polityk, gubernator stanu Teksas od 2015 roku. Członek Partii Republikańskiej. W latach 2002–2015 pełnił funkcję prokuratora generalnego Teksasu.

## Biografia
Gregory Wayne Abbott urodził się 13 listopada 1957 roku w Wichita Falls w Teksasie. Wychowywał się w Duncanville, gdzie jego ojciec był maklerem giełdowym i agentem ubezpieczeniowym, a matka gospodynią domową. Studiował na Uniwersytecie Teksańskim w Austin, uzyskując tytuł w finansach w 1981 roku. Kontynuował edukację prawniczą na Vanderbilt University Law School, gdzie otrzymał tytuł Juris Doctor (J.D.) w 1984 roku.
W 1984 roku, w wieku 26 lat, Abbott uległ poważnemu wypadkowi podczas joggingu. Duży dąb przewrócił się na jego plecy, w wyniku czego został sparaliżowany od pasa w dół. Od tego czasu porusza się na wózku inwalidzkim.
W latach 1984–1992 Abbott pracował w kancelarii prawnej w Houston. W 1992 roku został mianowany sędzią Sądu Okręgowego w hrabstwie Harris. W 1996 roku został wybrany na stanowisko sędziego Sądu Najwyższego Teksasu, gdzie zasiadał do 2001 roku. W 2002 roku Abbott został wybrany Prokuratorem Generalnym Teksasu. Był pierwszym Prokuratorem Generalnym w historii Teksasu, który został wybrany na trzy kolejne kadencje, pełniąc tę funkcję od 2002 do 2015 roku. 
Jako Prokurator Generalny, Abbott był znany z konserwatywnych poglądów i agresywnego egzekwowania prawa. Często angażował się w procesy sądowe przeciwko rządowi federalnemu w kwestiach takich jak opieka zdrowotna, ochrona środowiska i prawa imigracyjne.
W 2014 roku Abbott ogłosił swoją kandydaturę na gubernatora Teksasu. Wygrał wybory, pokonując demokratyczną kandydatkę Wendy Davis stosunkiem głosów 59,25% do 38,91%. Objął urząd 20 stycznia 2015 roku. Od tego czasu został ponownie wybrany na to stanowisko w 2018 i 2022 roku.

## Poglądy
W marcu 2005 roku Abbott zyskał rozgłos, gdy jako Prokurator Generalny Teksasu stanął przed Sądem Najwyższym Stanów Zjednoczonych. Skutecznie bronił wówczas konstytucyjności wystawy Dziesięciu Przykazań, która znajduje się na terenie Teksańskiego Kapitolu. Abbott i jego rodzina są praktykującymi katolikami.

### Aborcja
Abbott jest zdecydowanym przeciwnikiem aborcji. Jako gubernator, podpisał szereg ustaw znacząco ograniczających dostęp do aborcji w Teksasie. Do najbardziej kontrowersyjnych należy prawo zabraniające aborcji po wykryciu bicia serca płodu, co w praktyce oznacza zakaz aborcji po około szóstym tygodniu ciąży. Unikalną cechą tego prawa jest również to, że daje każdemu obywatelowi prawo do pozwania lekarza, który przeprowadzi taki zabieg.

### Pandemia COVID-19
W kontekście pandemii COVID-19, gubernator Abbott przyjął politykę, która kładła nacisk na wolność osobistą i gospodarczą, często sprzeciwiając się federalnym i lokalnym mandatom zdrowotnym. Zaciekle sprzeciwiał się obowiązkowi noszenia masek. W sierpniu 2021 roku sam uzyskał pozytywny wynik testu na obecność COVID-19, mimo że był w pełni zaszczepiony, co nastąpiło po jego udziale w publicznej imprezie halowej. Abbott wydał również zakaz dla wszystkich podmiotów w stanie, w tym firm prywatnych, nakładania wymogu szczepień na swoich pracowników lub konsumentów, argumentując to ochroną wolności wyboru obywateli. Był krytykowany za niektóre decyzje dotyczące zarządzania pandemią, w tym za szybkie ponowne otwarcie gospodarki. 

### Kara śmierci
Abbott jest zwolennikiem kary śmierci. W Teksasie, jako prokurator generalny, a później gubernator, aktywnie wspierał jej stosowanie. Teksas jest stanem, w którym wykonuje się najwięcej wyroków śmierci w Stanach Zjednoczonych.

## Życie prywatne
Od 1981 roku jest żonaty z Cecilią Phalen Abbott. Państwo Abbott mieszkają w Austin i wychowują razem adoptowaną córkę imieniem Audrey. Jest także autorem książki „Broken But Unbowed: The Fight to Fix a Broken America”.